# Polysaccharide

Die Cellulose ist ein wichtiges Strukturelement der Pflanzen und das am häufigsten vorkommende Polysaccharid.

Polysaccharide (auch als Vielfachzucker, Glycane/Glykane oder Polyosen  bezeichnet) sind Kohlenhydrate, in denen eine große Anzahl (mindestens elf) Monosaccharide (Einfachzucker) über eine glycosidische Bindung verbunden sind. Es handelt sich um Biopolymere aus mindestens elf Monosaccharideinheiten oder mit statistischer Molekülgrößenverteilung.
Beispiele für Polysaccharide sind Glycogen, Stärke (Amylose und Amylopektin), Pektine, Chitin, Callose und Cellulose. Polysaccharide spielen für Pflanzen und Tiere eine wichtige Rolle als Schleimstoffe, Reservestoffe und Nährstoffe. Sie sind zum Beispiel in Getreidekörnern und Kartoffeln vorzufinden. Pflanzliche Zellwände bestehen zu über 50 % aus Cellulose und Hemicellulose, letztere ist ein Gemisch aus Polysacchariden, das eine stützende Funktion in der Zellwand übernimmt.
Einige Polysaccharide haben die allgemeine Summenformel:
{\displaystyle \mathrm {[C_{x}(H_{2}O)_{y}]_{n}\ } }, meist mit x gleich 5 oder 6 und y = x−1

## Unterteilung der Polysaccharide
Die Polysaccharide werden nach Art der Einzelbausteine (Monomere) des Moleküls in Homoglycane (aus nur einer Art Einfachzucker) und Heteroglycane (aus zwei oder mehreren verschiedenen Kettenbausteinen) eingeteilt. Jeder Monomerbaustein ist über eine oder mehrere Glycosidische Bindung(en) mit dem oder den Nachbarmonomereinheiten verbunden. Ein Monomer am Kettenende hat mindestens einen Nachbarn, während Kettenmittelstücke zwei Nachbarn besitzen und bei verzweigten oder nachträglich vernetzten Ketten auch drei oder mehr benachbarte Monomere vorkommen können.

### Homoglycane

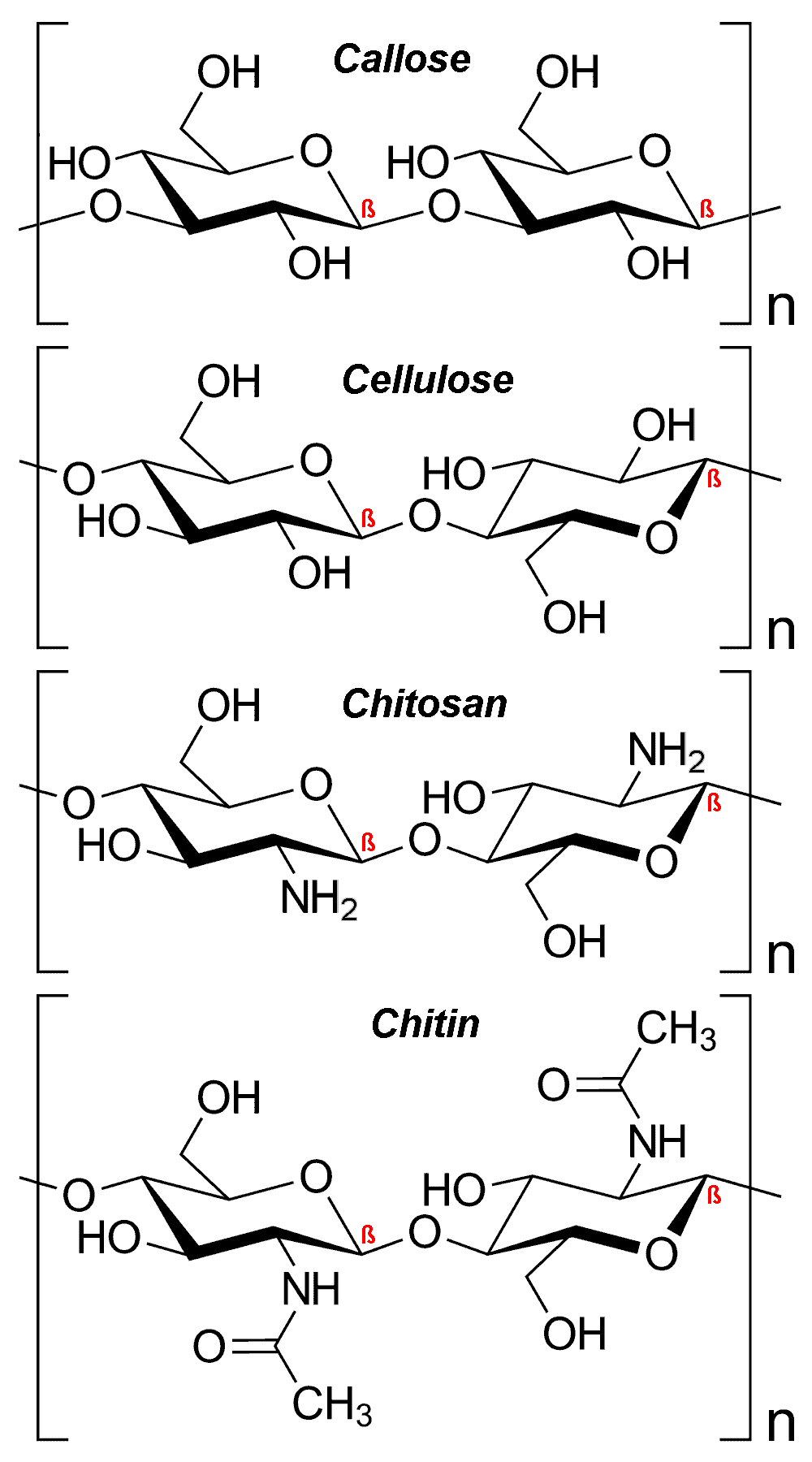
Einige wichtige natürlich vorkommende Struktur-Polysaccharide

Durch die unterschiedlichen Verknüpfungsmöglichkeiten kann die sich wiederholende Einheit des Polymers, welche in der graphischen Darstellung in eckige Klammern eingefasst wird, auch aus mehreren gleichen Monosacchariden aufgebaut sein. Solche wiederholenden Einheiten aus dem gleichen Monosaccharid werden bei zwei Sacchariden als Homodisaccharide bezeichnet, bei drei gleichen als Homotrisaccharide. Verschiedene Wiederholungseinheiten aus zwei gleichen, jedoch unterschiedlich verknüpften Monosacchariden besitzen, wenn sie sich nur durch eine α- oder β-Verknüpfung unterscheiden, aufgrund der unterschiedlichen Verknüpfungen zwar dieselbe Konstitution, zeichnen sich aber durch unterschiedliche Konfigurationen aus.
Zu dieser Kategorie gehören beispielsweise die zwei Polysaccharide, die die größten Anteile an der Biomasse ausmachen: Stärke und Cellulose. Beide sind aus jeweils nur einer Art von Monosacchariden aufgebaut. Stärke ist die Hauptspeicherform der stoffwechselaktiven Glucose und besteht aus den zwei Strukturen Amylose und Amylopektin, die wiederum gänzlich aus α-D-Glucose-Einheiten aufgebaut sind. Cellulose hingegen weist eine durchgehend einheitliche Struktur aus nur einem Monomer β-D-Glucose auf.
Weitere Beispiele sind Chitin, der Hauptbestandteil der Exoskelette von Gliederfüßern und Sinistrin, ein weiterer pflanzlicher Energiespeicher, die beide die Bedingungen von Homoglycanen erfüllen.
Dextrane werden in der Medizin als Gerinnungshemmstoffe verwendet. In quervernetzter Form werden Dextrane in der Biochemie als Trägermaterial in der Affinitätschromatographie, den Pulldown-Assays und der Größenausschlusschromatographie eingesetzt.
Homoglycane, die aus oft vorkommenden Monomeren bestehen, werden meist wiederum in Unterkategorien unterteilt, die nach den jeweiligen Monomeren benannt sind. So gehören aufgrund ihrer Bausteine beispielsweise die beiden oben genannten Polysaccharide Cellulose und Stärke zu den Glucanen. Dagegen ist Sinistrin, das gänzlich aus D-Fructose-Einheiten besteht, ein Fructan.

### Heteroglycane
Wie der Name andeutet (altgriechisch ἕτερος heteros, ‚unterschiedlich‘, ‚verschieden‘), bestehen die Polysaccharide dieser Kategorie aus mehreren, unterschiedlichen Monomeren, woraus sich auch eine nahezu unendliche Anzahl möglicher Heteroglycane ergibt, die jedoch nicht alle in der Natur vorkommen.
Heparin und Fondaparinux sind Gerinnungshemmstoffe und Vertreter der Heteroglycane. Ein weiteres, vor allem im biochemischen Laboratorium verwendetes, Heteroglycan ist die Agarose; sie dient als Medium für die Agarose-Gelelektrophorese und für Chromatographiesäulen.
Glycosaminoglycane bestehen aus sich wiederholenden Disaccharid-Einheiten. Sie sind vor allem Bestandteil von Proteoglycanen. In nicht proteingebundener Form liegen Heparin und Hyaluronsäure vor, letztere findet als Medikament Verwendung in der Schönheitschirurgie und der Orthopädie.

## Biologische Funktionen der Polysaccharide

### Stoffwechsel
Für den Metabolismus stellen Polysaccharide einen essentiellen Energieträger dar, wobei Vertreter dieser Stoffgruppe in den meisten Fällen als Energiespeicher dienen und somit Produkte des Anabolismus sind. Im tierischen und menschlichen Stoffwechsel übernimmt Glycogen – ein Analogon des Amylopektins – diese Aufgabe. Dieser Energiespeicher wird im Falle des Energiebedarfs eines Organismus durch Glucagon freigesetzt, wodurch katabolisch aktive D-Glucose-Einheiten entstehen. In Pflanzen übernimmt das Homoglycan Stärke diese Aufgabe.

### Glykokalyx
Jede Zelle – sowohl eukaryotische als auch prokaryotische – ist von einer Kohlenhydrathülle ummantelt, die als Glykokalyx bezeichnet wird. Diese stellt eine bis zu 140 nm dicke Schicht dar, die aus Poly- und Oligosacchariden aufgebaut ist. Jedoch liegen diese Saccharid-Ketten nicht unverzweigt vor, sondern sind Bestandteile von Glycoproteinen und Glycolipiden, die teilweise die Zellmembran bilden.
Die Hauptaufgabe der Glykokalyx ist – neben dem Schutz vor Austrocknung der Zelle – die Zell-Zell-Kommunikation, die besonders für das Immunsystem eines Organismus von Bedeutung ist.
Häufig sind Polysaccharide am Aufbau der äußeren Hülle bestimmter Mikroorganismen beteiligt (Beispiel: Streptococcus pneumoniae). Ihre Zusammensetzung, die innerhalb einer Organismengruppe unterschiedlich sein kann, bestimmt die Oberflächenstruktur und somit den jeweiligen Serotyp bei der Charakterisierung mit unterschiedlichen Seren.

### Proteoglycane
Der größte Teil der Glycosaminoglycane ist beim Aufbau von Proteoglycanen beteiligt. Hyaluronsäure – ein Heteroglycan – bildet das Rückgrat der Proteoglycane und kann eine Länge von bis zu 4 µm einnehmen; Heparan-, Chondroitin- und Keratansulfat gehören ebenfalls in diese Gruppe.
Proteoglycane bauen gemeinsam mit Kollagen und Wasser das Knorpelgewebe auf.

### Beta-Glucane
Beta-Glucane (β-Glucane) sind eine Gruppe von hochmolekularen β-D-Glucose-Polysacchariden, welche in den Zellwänden von Getreide, Bakterien und Pilzen vorkommen. In Abhängigkeit von der Quelle weisen sie signifikant unterschiedliche physikalisch-chemische Eigenschaften auf. Auch Cellulose und Chitin sind Glucane mit β-glycosidischer Bindung. Manche β-Glucane weisen antitumorale und antientzündliche Effekte auf.

## Synthese
Polysaccharide können künstlich u. a. mit der Koenigs-Knorr-Methode hergestellt werden.

## Derivate
Um bestimmte Eigenschaften von Polysacchariden zu verbessern, werden diese durch Bindung verschiedener Liganden an Hydroxylgruppen chemisch verändert. Methyl-, Hydroxyethyl- oder Carboxymethyl-Gruppen (siehe Cellulosederivate) können beispielsweise die Quelleigenschaften von Cellulose in wässrigen Medien verbessern. Thiolisierte Polysaccharide (siehe Thiomere) enthalten synthetisch gebundene Thiolgruppen, die zum Beispiel bei Hyaluronsäure oder Chitosan zur Ausbildung von Disulfidbrücken und damit einer Viskositätszunahme führen. Thiolisierte Polysaccharide verbinden sich über Disulfidbrücken auch mit Proteinen wie Keratin und Mucin.